# 고요한 행성
고요한 행성(Der Schweigende Stern, First Spaceship On Venus)은 폴란드에서 제작된 쿠르트 매치히 감독의 1960년 드라마, 미스터리, SF 영화이다. 퉁구스카 폭발사건을 배경으로 한 스타니스와프 렘의 소설 《우주 비행사들》을 바탕으로 제작되었다. 요코 타니 등이 주연으로 출연하였다.

## 출연

### 주연
- 요코 타니

### 조연
- 이그나시 마초스키
- 루시나 윈닉카

## 제작진
- 미술: 애너톨 라드지노빅